# Jung Hanele, die Trutzige

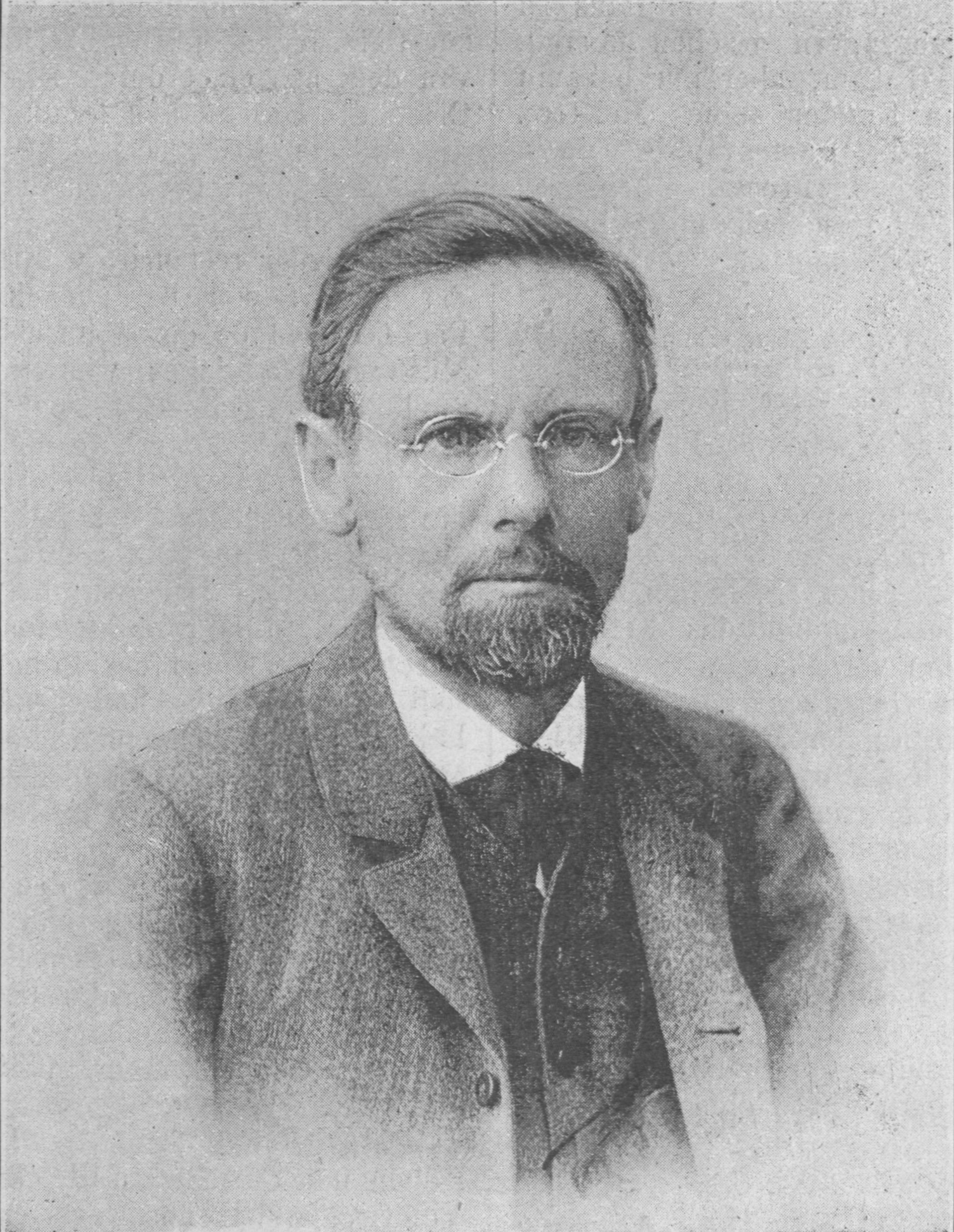
Peter Rosegger im Jahr 1893

Jung Hanele, die Trutzige ist eine Erzählung des österreichischen Schriftstellers Peter Rosegger, die im Märzheft 1893 (17. Jahrgang, Heft 6) des Grazer Heimgartens  erschien.

## Inhalt
Hanele Wiesmeiers Mutter ist längst gestorben. Eine Schwester lebt mit ihrem Manne in St. Leonhard. So ist dem alten Wiesmeier nur Hanele geblieben. Einigen Freiern hat das junge hübsche Mädchen bereits einen Korb gegeben. Nun fährt der hartnäckige Holzknecht Veitl einspännig im Steirerwagen vor und klopft – nach seiner neuerlichen Pleite am letzten Sonntag – bereits zum vierten Mal an. Eigentlich erhält der ansehnliche junge Mann vom Hanele nur patzige Antworten. Diesmal geht es um keine Werbung. Der Veitl sei auf dem Wege zum Bahnhof Talham, denn er will für immer fort nach Amerika. Als Hanele ihm für den weiteren Lebensweg alles erdenklich Gute wünscht, lenkt der „Reisende“ ein, er wolle gar nicht nach Amerika, sondern viel viel weiter weg. Haneles Neugierde erwacht. Wohin denn? Der Veitl zieht seinen „Reisepass“ aus der Tasche: Einen Revolver! Hanele vermutet, ihr aktueller Verehrer will unter die Banditen gehen. Weit gefehlt. Der Veitl will sich die Kugel geben. Hanele – kalt – bezweifelt die Selbsttötungsabsicht. Dem Holzknecht fehle dazu der Mut. Der nicht erwünschte Besucher deckt nun die Karten auf. Er habe das Hanele zweimal angelogen und wolle in Wirklichkeit jetzt in Talham seine Braut, die schöne Kellnerin Kathrin beim Lindenwirt, ehelichen.
Auch die dritte Ankündigung war gelogen. Die nächste Zeit arbeitet Veitl in seinem Beruf im nahegelegenen hochalpinen Dreibrunnbergforst. Als Veitl gar zu lange ausbleibt, möchte ihn Hanele gerne einfangen und verfällt auf eine List: Der Kaplan von St. Georgen verkündet von der Kanzel herab, die Wiesmeier-Tochter gehe ins Kloster. Als der Veitl weiter auf sich warten lässt, simuliert Hanele eine schwere Erkrankung. Darauf kommt der Veitl zwar, doch das Hanele beobachtet hinter ihrer Gardine, wie dieser Hallodri mit einem Dirndl am Wiesmeierhof quietschvergnügt vorüberspaziert.
Vor Weihnachten dann wehen laue Lüfte von den Bergen herab, als ob Frühling nahe. Einen Tag vorm Heiligabend verschüttet eine Lawine die Hütte der Holzknechte am steilen Dreibrunnberg. Auch der alte Wiesmeier eilt mit einem Pferdeschlitten und sieben Knechten zu Hilfe. Einige Verschüttete können lebend ausgegraben werden. Als der nächste Lawinenabgang droht, müssen die Retter auch einmal an sich selbst denken und ziehen sich hangabwärts mit den Geretteten zurück. Ein Jungknecht vom Wiesmeierhof gräbt ohne mit der Wimper zu zucken weiter, bis er den Veitl endlich lebend findet.
Als Veitl sich im Wiesmeierhof bei dem Hanele bedanken will – das Mädchen zieht gerade ihre vom Rettungseinsatz nassen Schuhe aus – bestreitet es die Vermutung ihres Liebsten: Sie habe sich am Berg nicht als Jungknecht kostümiert.
Jedenfalls heiraten beide und bekommen prächtige Kinder. Zu seiner silbernen Hochzeit gesteht der Veitl dem Erzähler: „Meine Hanele, das ist eine! So schwer die zu kriegen war, so leicht ist sie zu behalten.“

## Ausgaben
- Jung Hanele, die Trutzige. S. 117–137 in  Das Buch der Novellen. Zweiter Band. Von Peter Rosegger (Vom Vogel, der sein Nest vertan – Felix der Begehrte – Jung Hanele, die Trutzige – Die Feinde – Die Sennerin und ihre Freunde – Durch – Der Geldfeind – Das Ereignis in der Schrun – Maria im Elend – Empor zu Gott). L. Staackmann. Leipzig 1915
- Jung Hanele, die Trutzige in: Sämtliche Heimatgeschichten und Heimatgedichte von Peter Rosegger. e-artnow, 2015, ISBN 978-80-268-4498-3
- Die Geschichte vom trutzigen Hanele in Peter Rosegger: Waldheimat. Neue Geschichten. Rosenheimer Verlagshaus, Rosenheim 2017, ISBN 978-3-475-54675-4
- Jung Hanele, die Trutzige, S. 327–342 in Karl-Maria Guth (Hrsg.): Peter Rosegger: Onkel Sonnenschein und andere Erzählungen. Contumax-Hofenberg, Berlin 2018, ISBN 978-3-7437-2670-3

## Hörbuch
- Vorleserin: Availle, 27. August 2018: Jung Hanele die Trutzige Hörspiel Elefant bei LibriVox